# Goulia
Goulia est une ville du nord-Ouest de la Côte d'Ivoire, proche de la frontière avec le Mali, à 950 kilomètres de la capitale économique Abidjan, en Afrique de l'ouest. C'est une sous-préfecture du département de Kaniasso, dans la région du Folon, district du Denguélé.
- Goulia érigée en sous-préfecture depuis 1961 et regroupe les 18 villages suivants :
  - Goulia ;
  - Kamélézo ;
  - Kohoma ;
  - M'béblala ;
  - Niarala ;
  - Samakona ;
  - Bogodougou ;
  - Koba ;
  - Kouroulingué ;
  - Linguékoro ;
  - Manadoun ;
  - Missila ;
  - N'golondié ;
  - Sangouani ;
  - Sokouraba ;
  - Tahara ;
  - Tienni ;
  - Touroudio.

- Goulia est une commune depuis 1996 et regroupe les villages suivants :
  - Kamélézo ;
  - Kohoma ;
  - Samakona ;
  - M'Béblala ;
  - Niarala.

La population y est essentiellement constituée de Malinkés. La population y est en majorité musulmane même si on y trouve des animistes et des chrétiens. Selon le recensement général de la population et de l'habitat de 2014, le nombre d'habitants de la commune par village s'établit comme suit :
- Goulia : 3125 habitants ;
- Kamélézo : 412 habitants ;
- Kohoma : 1134 habitants ;
- Samakona : 538 habitants ;
- M'Béblala : 679 habitants ;
- Niarala : 970 habitants ;
- Bogodougou: 334 habitants ;
- Koba: 1086 habitants ;
- Kouroulingué: 1289 habitants ;
- Linguékoro: 250 habitants ;
- Manadoun: 1387 habitants ;
- Missila: 128 habitants ;
- N'golondié: 689 habitants ;
- Sangouani: 549 habitants ;
- Sokouraba: 1199 habitants ;
- Tahara: 3642 habitants ;
- Tienni: 649 habitants ;
- Touroudio: 530 habitants ;
  - Goulia (commune) : 6858 habitants ;
  - Goulia (sous-préfecture) : 18590 habitants.

L'agriculture est la principale source de revenus des populations. Les principales cultures sont : le riz, l'igname, le mil, le maïs, le coton, l'anacarde arachides, karité, néré, la mangue, etc.